# Viennotidia
Viennotidia Negru & Verona ex Rogerson è un genere di funghi ascomiceti fimicoli oggi considerato sinonimo di Sphaeronaemella P. Karst. La specie tipo è V. spermosphaerici Negru & Verona ex Rogerson [attualmente Sphaeronaemella spermosphaerici (Negru & Verona) Malloch].